# Municipio de San Antonio la Isla
El municipio de San Antonio la Isla es uno de los 125 municipios del Estado de México, se encuentra en la Región Toluca y forma parte de la Zona metropolitana del Valle de Toluca. Se trata de una comunidad mayormente urbana que tiene una superficie de 23.32 km².
Limita al norte con los municipios de Calimaya y Tianguistenco; al este con los municipios de Tianguistenco, Atizapán, Almoloya del Río y Texcalyacac; al sur con los municipios de Texcalyacac y Rayón; al oeste con el municipio de Calimaya.

## Toponimia
Tlachialoyan, o Techialoyan, proviene del náhuatl, compuesta de tlachialo que significa "mira" o "ver" y de yan que expresa el lugar donde se ejecuta la acción del  verbo, así que significa "Lugar donde se mira".

## Escudo
El escudo de San Antonio la Isla está representado por formas y elementos del escudo del Estado de México, como lo son la base central en color gris y ornamentos superiores, dentro del círculo superior se coloca el mapa territorial que comprende la extensión del municipio, así mismo en el lateral izquierdo de la base central de la cinta gris contiene la leyenda Techialoyan. 
En la parte central de la base del escudo se encuentra el topónimo, mismo que se representa con un basamento piramidal con escaleras, que según los glifos del códice mendocino, tiene su origen en el náhuatl como lo es “hueyac” que significa “alto” así como el náhuatl “Ixtli” que significa “ojo” y “Teocalli”, mismo que se encuentra erigido en la parte superior de la pirámide y en su interior, el ojo antes mencionado, de igual manera en la base, se representa agua en movimiento, pudiendo representar un río o laguna, teniendo como antecedente, que la cabecera municipal, se encontraba rodeada de agua en una cima alta, lo que se puede corroborar actualmente, por lo que traducido, podría leerse “Lugar alto desde donde se mira o mirador”; las ramas de encino y de laurel que rodean al escudo, atadas con un listón tricolor, son emblema de la fortaleza y la victoria de quienes han forjado el desarrollo y salvaguarda municipal así como la patria mexicana.

## Historia
San Antonio la Isla, ubicado en el antiguo valle del Matlatzingo, tuvo como primeros habitantes a los Matlatzincas, quienes fueron subyugados por los mexicas, perdiéndose así la información sobre ellos. Inicialmente llamado Otompa y luego Teoloyucan según el Códice de Mendoza, el municipio experimentó cambios significativos con la llegada de los españoles, liderados por Hernán Cortés, y la instauración de un sistema político similar al español.

### Durante la dominación española
Se implementaron cambios administrativos, como el sistema de cabeceras y sujetos, donde Calimaya y Temajalco eran las cabeceras con San Antonio la Isla como sujeto. En 1560, se llevó a cabo la congregación de Calimaya y Tepemajalco, seguida del reparto de tierras en 100 varas cuadradas para cada indígena. La merced para los habitantes de San Antonio la Isla data de 1603.
En el siglo XVII, San Antonio la Isla se autodenominó "República", según el Códice de San Antonio Techialoyan. La presencia española se registra antes de 1650. Durante la Independencia en 1810, el municipio tuvo relevancia en la Batalla del Monte de las Cruces, donde algunos habitantes podrían haberse unido al ejército insurgente de Miguel Hidalgo.

### Creación del municipio
Se formalizó en 1847, separándose de Calimaya. La Revolución Mexicana afectó directamente a San Antonio la Isla, siendo visitada por Emiliano Zapata en su interés por redistribuir tierras. Posterior a la Revolución, la localidad enfrentó escasez de alimentos y epidemias.
A pesar de algunas disputas familiares, San Antonio la Isla fue generalmente pacífico, con comunicación limitada a caminos de terracería. A finales de los años cincuenta, la laguna que dio nombre al pueblo desapareció, alterando la historia municipal. La cabecera municipal experimentó transformaciones significativas en los años ochenta, con obras como pavimentación, introducción de servicios básicos y cambios en el paisaje.

## Geografía
El municipio se encuentra localizado en el Eje Neovolcánico, sin embargo, carece de formaciones orográficas de relevancia. La cabecera municipal alcanza la altura de 2,595 metros sobre el nivel del mar y en ella se localiza un manantial. El municipio a su vez forma parte de la cuenca alta del Rio Lerma.

### Flora
Dentro de las plantas que se pueden localizar en el municipio se encuentran árboles como el sauce llorón, mimbre, trueno, cedro, eucalipto, tejocote, etc.
También pueden encontrarse plantas comestibles como la verdolaga, quintonil, malva, vinagrera, etc. Y entre las plantas medicinales pueden encontrarse algunas como la manzanilla, hinojo, apio, ruda, ajenjo, etc.

### Fauna
En el municipio se pueden encontrar ratas de campo, tlacuaches, sapos, ranas, serpientes de cascabel, tejones, etc.

## Demografía

Principales localidades del municipio de San Antonio la Isla

Según el censo del INEGI de 2020 la población total del municipio era de 31,962 habitantes, siendo 51.8% mujeres y 48.2% hombres. 
| Evolución demográfica del municipio de San Antonio la Isla |        |        |        |
| 2000                                                       | 2010   | 2015   | 2020   |
| 10,321                                                     | 22,152 | 27,230 | 31,962 |

### Principales Localidades
| Localidad            | Población |
| Total Municipio      | 31,962    |
| San Antonio la Isla  | 17,075    |
| Ex Rancho San Dimas  | 12,858    |
| Colonia Cuauhtémoc   | 1,490     |
| Colonia la Remolacha | 398       |
| Rancho San Antonio   | 82        |
| San Agustín          | 59        |

## Centros turísticos

### El Museo Municipal Techialoyan-Tepemaxalco
Inaugurado en 2014, ocupa un espacio especialmente construido y acondicionado para preservar el valioso patrimonio cultural del municipio. Este museo surge como respuesta a la necesidad de contar con un lugar que exhiba la rica herencia cultural e histórica local.
En su interior, se exponen vestigios arqueológicos hallados en el Ojo de Agua, un relevante adoratorio prehispánico en el Valle de Toluca. Asimismo, alberga un códice que narra diversos episodios de la historia del municipio, resaltando su significativo pasado lacustre. La colección incluye piezas valiosas elaboradas en hueso, cuerno y madera por maestros artesanos de múltiples generaciones. Además, destaca un mural monumental creado por un artista local, adornando las paredes del recinto.

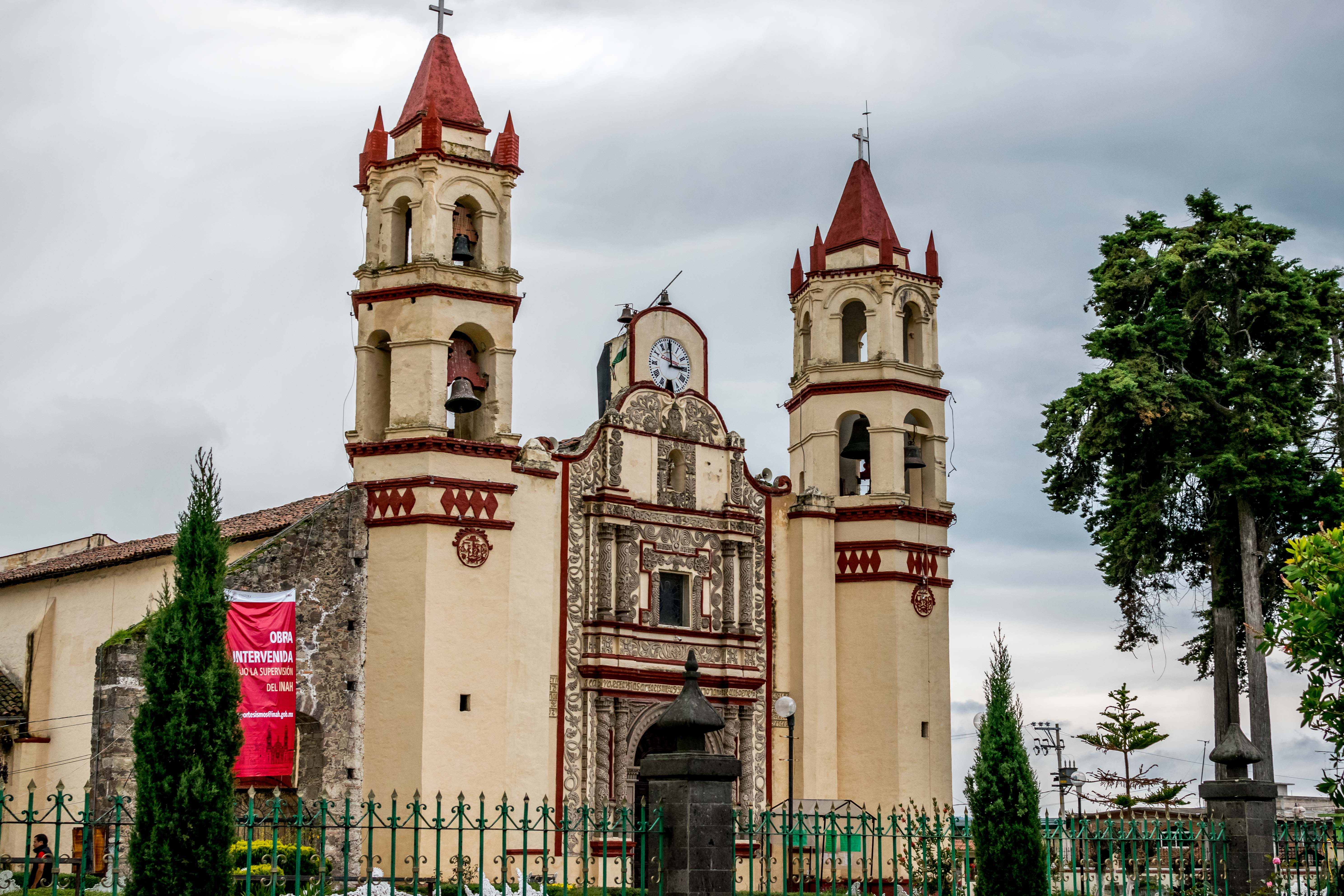
Parroquia de San Antonio de Padua, San Antonio la Isla

### Iglesia de San Antonio de Padua
La encantadora Iglesia, erigida en el siglo XVIII, es un tesoro arquitectónico. La Parroquia de San Antonio de Padua, construida en 1703 por la Orden Franciscana, honra al santo patrón local.
Su fachada de estilo barroco está adornada con motivos que representan la laguna de Agua Blanca, simbolizando así el pasado lacustre del municipio. La torre norte del recinto es parte de la construcción original, mientras que la torre sur fue añadida en la mitad del siglo XX.

### Iglesia de San Lucas Evangelista

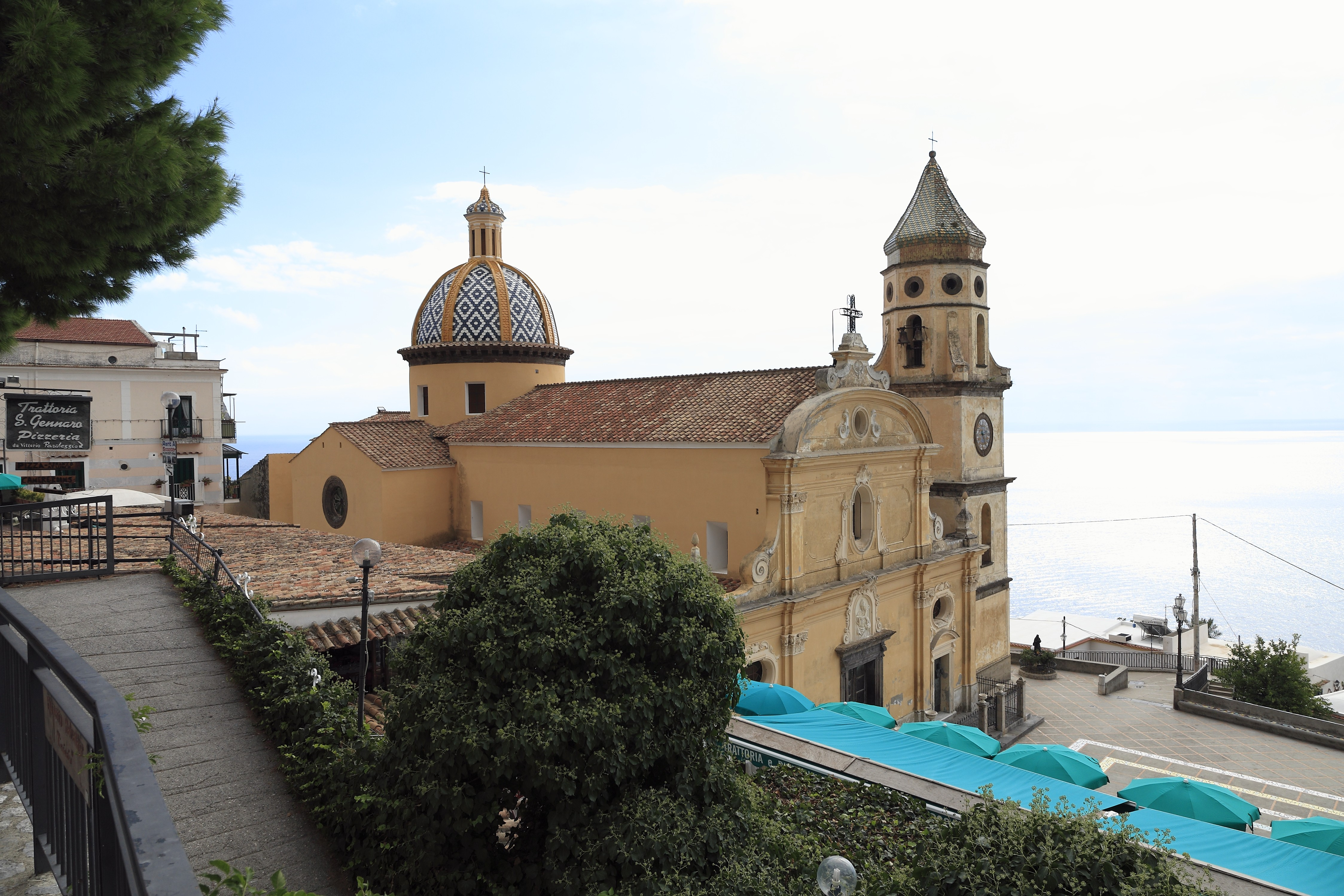
Iglesia de San Lucas Evangelista, San Antonio la Isla

La iglesia, edificada en el siglo XVIII, destaca por su arquitectura barroca distintiva. La Iglesia de San Lucas Evangelista, construida en 1733, presenta en su fachada decoraciones que incluyen símbolos cristianos y figuras de manufactura indígena. Al ingresar al recinto, se pueden apreciar retablos originales del siglo XVI, que añaden un valor histórico significativo.

### Parque municipal Las Ranas
Área de recreación enclavada en una agradable y extensa zona arbolada, este espacio ofrece generosas áreas verdes, palapas, asadores, juegos infantiles, alberca, chapoteadero, sanitarios y un salón polivalente.
Durante las vacaciones de Semana Santa, recibe la visita de numerosas familias locales y de toda la región.

## Personajes importantes
- Isabel Guzmán de Escamilla fue una pionera en la educación infantil del municipio, destacándose como una maestra con una labor admirable. Su contribución incluye la donación del terreno para la construcción de un jardín de niños que lleva su nombre.
- Gervacio Torres se destacó por ayudar a familias de escasos recursos a adquirir terrenos a precios accesibles, permitiéndoles construir sus hogares.
- Agustín Escamilla Guzmán, reconocido retratista al óleo a nivel internacional, nació el 10 de julio de 1930. Estudió en la academia de San Carlos en la Ciudad de México y dejó un legado artístico notable, retratando a figuras destacadas tanto a nivel nacional como internacional. Además, fue presidente municipal durante el periodo 1936-1937.
- Ricardo Cano González, nacido en San Antonio en agosto de 1955, ha sobresalido en el arte de la laudería, especializándose en la fabricación y reparación de instrumentos de cuerda. Actualmente, imparte clases de laudería en el Conservatorio de Música Popular.
- Rodrigo Romero González, atleta nacido en San Antonio la Isla el 13 de marzo de 1967, inició su carrera deportiva a los 18 años, logrando destacar tanto a nivel nacional como internacional.
- Luis López Gutiérrez, atleta de talla internacional, participó en un maratón de atletismo panamericano en los años cincuenta, obteniendo el título de campeón.
- Manuel Gutiérrez, ciclista nacido en San Antonio la Isla, ha sido reconocido con algunos premios a nivel estatal.
- Luis Manjarrez, artesano especializado en la elaboración de piezas decorativas con huesos de res, como peines, peinetas tipo español, botones, trabas, llaveros y prendedores.
- Clemente Reyes, artesano de madera, crea finos floreros tallados o esmaltados y ha ganado premios importantes en exposiciones a nivel nacional.
- José Anzaldo, artesano de madera, se dedica a elaborar preciosas artesanías con finos acabados, entre las que destacan calendarios aztecas hechos en palo de rosa, caoba y granadillo.
- Fidel San Juan López introdujo la elaboración de artesanías con madera y hueso en la localidad, convirtiéndose en un pilar importante de la economía local.
- Miguel Ángel Azaldo Juárez es una figura destacada en la música popular como cantante del grupo "Internacional Carro Show".
- Vicente San Juan, pintor comparsita, compositor y cantante, es el autor del corrido de San Antonio.
- Xaime Castro Becerril es un médico naturista reconocido por su perseverancia en el trabajo.[3]

## Artesanía

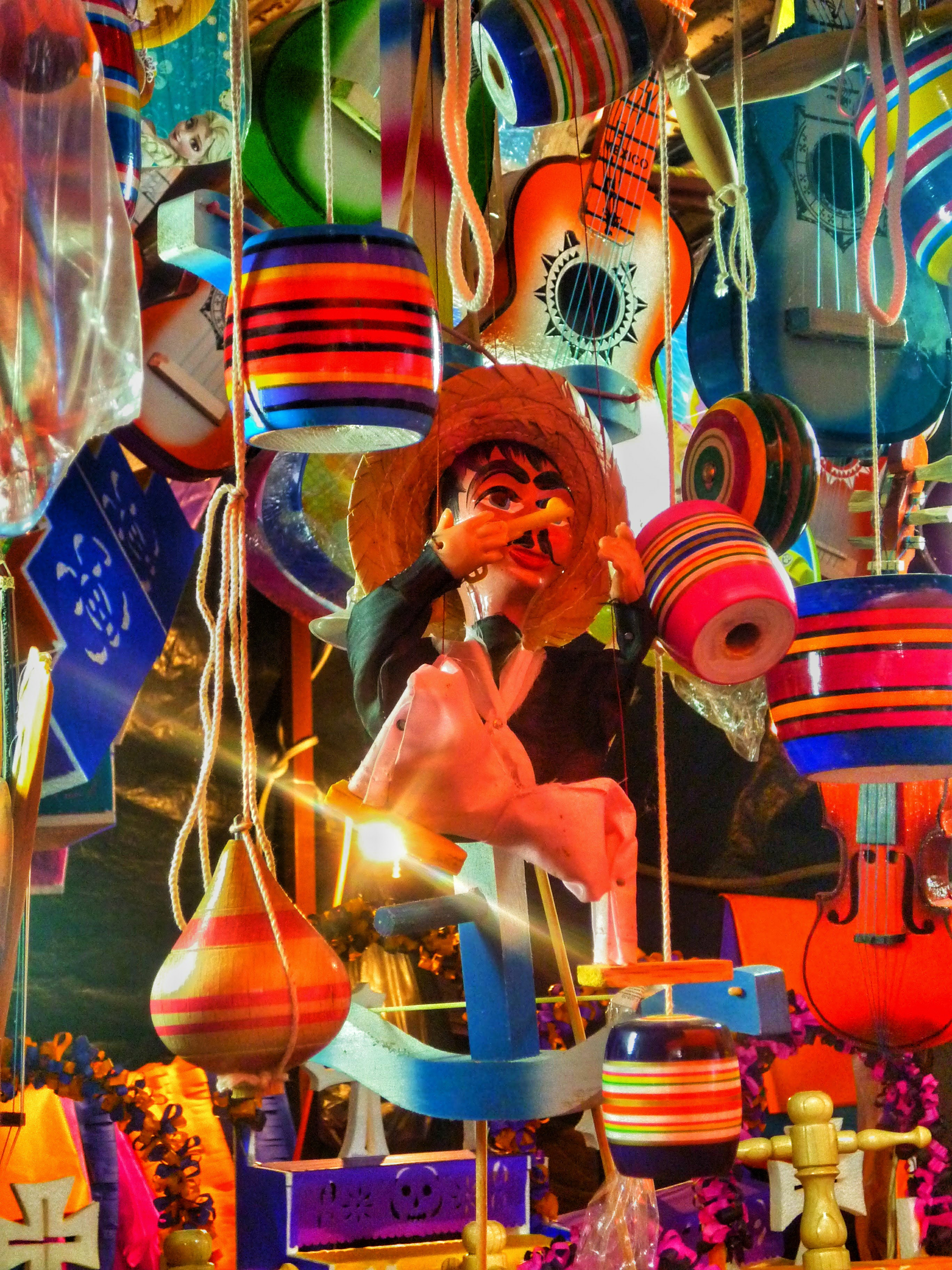
Juguetes de madera

En la actualidad, el municipio de San Antonio la Isla se compone de dos localidades originarias: San Antonio la Isla y San Lucas Tepemajalco. Ambos son pueblos arraigados en tradiciones y costumbres ancestrales de las culturas otomí y matlatzinca, que se desarrollaron en la zona Lacustre del Alto Lerma. Desde el punto de vista demográfico, ha experimentado un crecimiento territorial con la incorporación de conjuntos habitacionales como Ex Rancho San Dimas, La Isla y Villa Los Sauces.

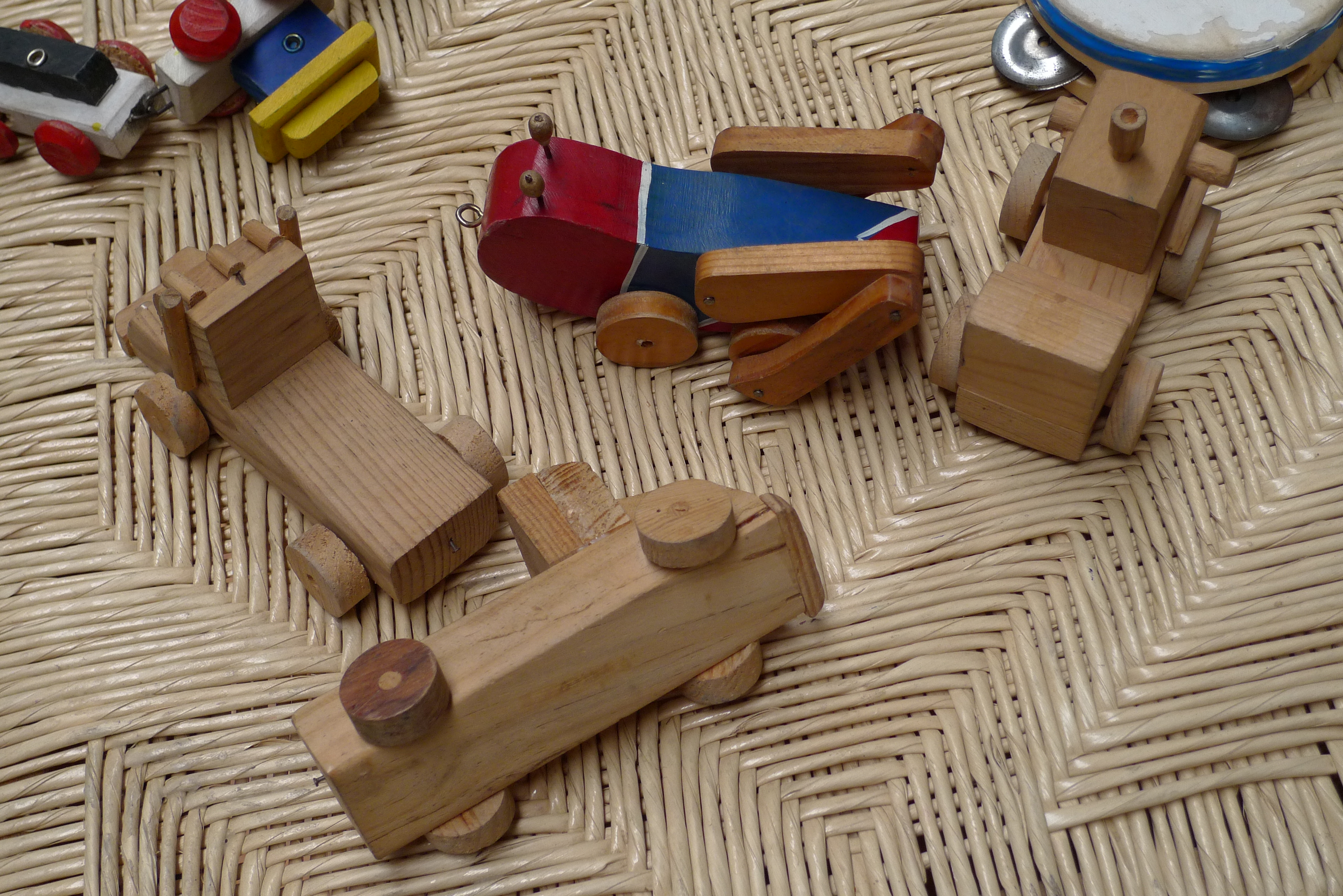
Juguetes de madera

Este municipio representa una fusión armoniosa entre lo moderno y la tradición, siendo reconocido como la cuna del juguete tradicional de madera en la región. Destaca el trabajo excepcional de destacados artesanos y artesanas a lo largo de varias generaciones, quienes han creado piezas inigualables dignas de reconocimiento a nivel nacional e internacional.